# Stanisław Poleczko
Stanisław Poleczko, pseud. Cichy, Turek (ur. 1917 w Kierzu, zm. 4 czerwca 1968 w Warszawie) – polski działacz komunistyczny, działacz Czerwonego Harcerstwa TUR, Związku Niezależnej Młodzieży Socjalistycznej „Życie” oraz Polskiej Zjednoczonej Partii Robotniczej. Przewodniczący koła terenowego ZBoWiD w powiecie Płońskim, członek AL.

## Dzieciństwo i młodość
Pochodził z rodziny chłopskiej. Jako nastolatek dołączył do gromady Czerwonego Harcerstwa TUR. Od 1934 roku był członkiem Związku Niezależnej Młodzieży Socjalistycznej „Życie”, sam założył komórkę tej organizacji w Płońsku. Po delegalizacji KPP i rozwiązaniu ZNMS:Życie, Poleczko został aresztowany pod zarzutem działalności antypaństwowej i osadzony przez sześć miesięcy w więzieniu we Wronkach.

## II wojna światowa
Po wybuchu II wojny światowej, wspólnie z Władysławem Jagiełłą wstąpił do konspiracyjnej grupy Barykada Wolności. Pisał artykuły do wydawanego przez nią (przeważnie razem z innymi byłymi działaczami Czerwonego Harcerstwa) podziemnego pisma "Proletariusz". Organizował pomoc dla dzieci Zamojszczyzny pracując w grupie pod kierownictwem Krystyny Lichaczewskiej, z którą pozostawał w bliskich stosunkach ze względu na wspólną przeszłość w Czerwonym Harcerstwie. Po klęsce Francji we wrześniu 1940, grupa "Barykada Wolności" rozbiła się na dwie części - umiarkowaną związaną z PPS-WRN oraz radykalnie lewicową ewoluującą w stronę komunistów. W szeregi tej ostatniej wszedł także Poleczko, razem z Tuwimem, Fersztem i Walterem.
W początkach 1941 nawiązał kontakt i współpracę z Julianem Wieczorkiem - znanym na terenie powiatu płockiego działaczem rewolucyjnym, komunistą i przedwojennym "jednolitofrontowcem". Następnie w maju 1941 roku, Poleczko doprowadził do powtórnego rozłamu wewnątrz "Barykady Wolności", na skutek którego grupa członków skupionych wokół niego przeszła do organizacji "Młot i Sierp", znacząco zasilając tę ostatnią. „Młot i Sierp”, do tej pory praktycznie pozbawiona wpływów i nieobecna poza terenami Warszawy, rozpoczęła teraz "ożywioną działalność organizacyjną i propagandową" w rejonie działań grupy Poleczki. Już 21 lipca 1941 roku powołano KP "Młot i Sierp" powiatu płońskiego.
Wykorzystując swoje przedwojenne kontakty z byłymi członkami Czerwonego Harcerstwa oraz OMS "Życie" (w szczególności z Zofią Jaworską, Matyldą Kretkowską, Władysławem Jagiełłą oraz Hanką Sawicką), Poleczko werbował nowych członków dla swojej organizacji. Infiltrował i pozyskiwał lewicującą młodzież i przedwojennych aktywistów, w szczególności członków PPS.. Rola Poleczki była tu znacząca, dlatego że młodych socjalistów z różnych środowisk politycznych werbował on do organizacji już jednoznacznie komunistycznej i podporządkowanej interesom ZSRR. Oficjalne powojenne publikacje PRL przyznają, że "Młot i Sierp" był niczym więcej niż fasadową organizacją której ostatecznym celem miało być zasilenie PPR.

Organizacja „Młota i Sierpa" na północnym Mazowszu odegrała dużą rolę w organizowaniu oporu wobec hitlerowskiego okupanta, zaszczepianiu wiedzy o ZSRR i niesieniu pomocy jeńcom radzieckim, a przede wszystkim w przygotowaniu pod względem ideologicznym i organizacyjnym warunków dla powstania Polskiej Partii Robotniczej. Aktyw, który wyrósł w tej organizacji, stanowił główne oparcie PPR na północnym Mazowszu. Dzięki temu PPR na tych terenach mogła w krótkim czasie rozwinąć szeroką działalność.

„Młot i Sierp” została stopniowo rozbita w lecie 1942 roku na skutek fali aresztowań przeprowadzonych przez Gestapo. Poleczko, jak większość pozostałych na wolności "młotowców" przyłączył się ze swoją frakcją do PPR. Brał czynny udział w działaniach AL na północnym Mazowszu przyjmując pseudonim "Cichy", potem "Turek". Walczył w ramach Brygady AL „Synowie Ziemi Mazowieckiej”, gdzie osiągnął stopień porucznika. Od sierpnia 1944 (czyli od momentu jego sformowania), Poleczko pełnił funkcję szefa sztabu w 3 "Myszynieckim" batalionie AL. W październiku 1944 r. Brał udział w zniszczeniu pociągu wojskowego z transportem broni, amunicji i sprzętu wojennego na linii Chorzele-Wielbark.

## Okres powojenny
Od marca 1945 był oficerem Milicji Obywatelskiej, a następnie dowódcą jednostki zakładowej ORMO w Zakładach Róży Luksemburg i członkiem egzekutywy POP Komitetu Zakładowego PZPR.
W latach 60. należał do wewnątrzpartyjnego stronnictwa „partyzantów” Mieczysława Moczara, czemu zawdzięczał szybki rozwój kariery politycznej w tym okresie. Od 1957 do swojej śmierci pozostawał przewodniczącym koła terenowego ZBoWiD w powiecie płońskim. Poczynając od 1964 roku pełnił liczne funkcje w terenowych organach władzy w Płońsku - Komitecie Miejskim oraz w MRN. Niedoszły delegat na V zjazd PZPR z ramienia moczarowców, wzięcie udziału w zjeździe uniemożliwiła mu nagła śmierć.

## Okoliczności śmierci
4 czerwca 1968 roku Poleczko został śmiertelnie potrącony przez samochód w okolicy swojego mieszkania, sprawców wypadku nigdy nie odnaleziono. Istnieje podejrzenie że śmierć Poleczki nie była przypadkowa, powodem mogła być chęć osłabienia frakcji "partyzantów" Moczara przed V zjazdem PZPR. Na zjeździe tym „partyzanci” planowali doprowadzić do wprowadzenia Moczara do Biura Politycznego i przejęcia władzy w partii.

## Odznaczenia
- Order Sztandaru Pracy II klasy
- Order Krzyża Grunwaldu II klasy
- Krzyż Walecznych
- Srebrny Krzyż Zasługi
- Krzyż Partyzancki
- Medal „Za udział w walkach w obronie władzy ludowej”
- Medal Zwycięstwa i Wolności 1945
- Odznaka „Za Zasługi dla ZBoWiD”
- Medal 10-lecia Polski Ludowej
- Odznaka 1000-lecia Państwa Polskiego
- Order Czerwonego Sztandaru (ZSRR)
- Medal „Za zwycięstwo nad Niemcami w Wielkiej Wojnie Ojczyźnianej 1941–1945” (ZSRR)
- Medal jubileuszowy „Dwudziestolecia zwycięstwa w Wielkiej Wojnie Ojczyźnianej 1941–1945” (ZSRR)